# Arte e cultura no franquismo

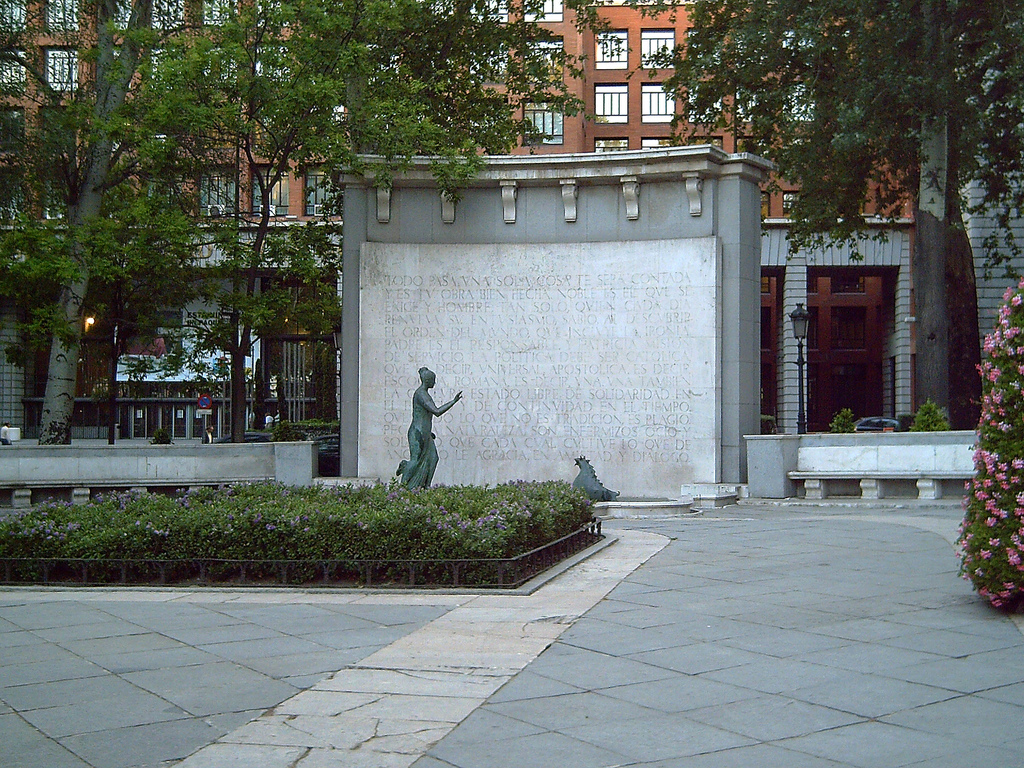
Monumento a Eugenio d'Ors no Passeio do Prado de Madrid, em frente ao Museu do Prado. Ao fundo pode ver-se a Casa Sindical ou Edifício dos Sindicatos (hoje Ministério de Previdência). Arquitecto Víctor D’Ors (filho de Eugenio d'Ors), escultores Cristino Mallo e Frederic Marès, 1963.

A Arte e cultura no franquismo, arte e cultura do franquismo ou arte e cultura franquista são denominações historiográficas com pouco uso para além da localização cronológica ou a identificação política. Usadas de forma genérica, não implicam uma qualificação ideológica ou estética de toda a arte e a cultura da época franquista (1939-1975), que só seria adequada para a arte e a cultura mais identificados com o regime de Franco —ou, com expressões às vezes usadas, arte e cultura fascista em Espanha, arte e cultura falangista ou arte e cultura nacional-católica—, apesar das diferenças que possam haver entre si (a literatura de Pemán, Foxá ou Rosales, a pintura de Sáenz de Tejada ou Sotomayor, a arquitectura e escultura do Vale dos Caídos, a música do Concerto de Aranjuez ou das canções de Quintero, León e Quiroga, o cinema de Sáenz de Heredia ou Luis Lucia, a psiquiatría de Vallejo-Nájera ou López Ibor, as ciências sociais de Fernández Almagro, Carande ou Suárez Fernández).